# 等松春夫
等松 春夫（とうまつ はるお、1962年〈昭和37年〉11月 - ）は、日本の政治学者。防衛大学校教授。学位はD.Phil.（オックスフォード大学）。

## 来歴
アメリカ合衆国カリフォルニア州パサディナ市生まれ。
筑波大学人文学類（西洋史）卒業。早稲田大学大学院政治学研究科修士課程修了（政治学）同大学院法学研究科博士課程（国際条約史）中退。スワイヤー・センテナリー奨学生としてオックスフォード大学大学院（社会科学部）へ留学し、博士号取得 (Doctor of Philosophy in Politics and International Relations)。玉川大学文学部外国語学科講師、同大学経営学部国際経営学科助教授、准教授、教授を経て2009年10月より現職。

## 研究
専門は国際関係史と政治学で、日本国、アメリカ合衆国、中華人民共和国国際共同の日中戦争研究、日露戦争研究、日英交流史研究、国際関係における大日本帝国の南洋群島委任統治研究、国際政治史の中における満洲の研究、比較戦争史研究、領域の国際管理研究など扱う研究領域は広い。

## 人物
- グレートブリテン及び北アイルランド連合王国エルガー協会の会員であり、エドワード・エルガーの楽譜やグレートブリテン及び北アイルランド連合王国音楽を中心とするオーケストラ演奏会のプログラムノートへの解説やエッセイを執筆している。
- 2023年6月、防衛大学校の教育に関する問題点を指摘する論考「危機に瀕する防衛大学校の教育」をネット上に公開した[1][2]。

## 家族・親族
- 祖父：等松農夫蔵 - 海軍主計少将、トーマツ創立者
- 父：等松隆夫 - 東京大学理学部教授（超高層大気物理学）

## 著書
- A Gathering Darkness: the Coming of War to the Far East and the Pacific, 1921-1942, Haruo Tohmatsu and H. P. Willmott, SR Books, 2004.
- Pearl Harbor, H.P. Willmott with Haruo Tohmatsu and Spencer C. Johnson, Cassell, 2001.
- 『日本帝国と委任統治　南洋群島をめぐる国際政治 1914-1947』名古屋大学出版会、2011年

### 編著
- 軍事史学会編『日露戦争（一）国際的文脈』錦正社、2004年
- 軍事史学会編『日露戦争（二）戦いの諸相』錦正社、2005年
- 軍事史学会編『PKOの史的検証』錦正社、2007年
- 軍事史学会編『日中戦争再論』錦正社、2008年
- 竹本知行共編『ファンダメンタル・政治学』北樹出版、2010年／増補版2013年
- 日本国際政治学会編『国際政治 特集「歴史認識と国際政治」』187号、2017年
- 「20世紀と日本」研究会編『もうひとつの戦後史ー第一次世界大戦後の日本とアジア・太平洋』千倉書房、2019年

### 翻訳・翻訳監修
- H・P・ウィルモット『大いなる聖戦―第二次世界大戦全史』上下、国書刊行会、2018年
- R・G・グラント『兵士の歴史大図鑑』創元社、2017年
- ジョン・G・ストウシンガー『なぜ国々は戦争をするのか』上下、国書刊行会、2015年
- R・G・グラント『海戦の歴史大図鑑』創元社、2015年
- H・P・ウィルモット『第一次世界大戦の歴史大図鑑』創元社、2014年

## 音楽関係の著作等

### 雑誌・機関紙
- 「帝国の吟遊詩人―エルガーの社会文化史―」『創文』第467号（2004年8月）
- 「総力戦と音楽: エドワード・エルガーの世界大戦」『軍事史学』44-2（2008年）
- 「エルガーの逆説」東京交響楽団『シンフォニー』（2009年2月）
- 「エドワード・エルガーと帝国の精神―エルガーの社会文化史（1）」NHK交響楽団『フィルハーモニー』（2009年5月）
- 「エルガーと帝国の黄昏－エルガーの社会文化史（2）」NHK交響楽団『フィルハーモニー』（2009年10月）
- 「英雄、聖人、佳人、使徒―エルガーの交響曲をめぐる人々―」東京都交響楽団『月刊都響』（2010年4月）
- 「エニグマ変奏曲の事件簿―ドイルとエルガー―」読売日本交響楽団『月刊オーケストラ』(2010年5月）
- 「洪水の後で―世界大戦と英国の作曲家たち―」NHK交響楽団『フィルハーモニー』（2010年5月）
- 「世の光は荒地を照らす―〈生命の光〉から「使徒三部作」へ」東京交響楽団『シンフォニー』（2010年10月）
- 「記憶装置としての音楽―メガデスの世紀と作曲家たち―」読売日本交響楽団『月刊オーケストラ』（2012年10月）
- 「公的音楽と英国の作曲家たち―王室音楽師範をめぐって―」NHK交響楽団『フィルハーモニー』(2013年5月）
- 「シリーズ・音楽文化の源流を探る⑥―イギリス―」」読売日本交響楽団『月刊オーケストラ』(2013年9月）
- 「戦争の世紀と二人の作曲家―世界大戦をめぐるエルガーとブリテン―」名古屋フィルハーモニー交響楽団プログラム（2013年11月）
- 「蝋燭は消える前にひときわ輝く―交響曲第3番をめぐる人々―」読売日本交響楽団『月刊オーケストラ』（2014年11月）
- 「ミューズさまざま―ウォルトンをめぐる女性達―」名古屋フィルハーモニー交響楽団プログラム（2014年12月）
- 「英国音楽とジャポニズム」名古屋フィルハーモニー交響楽団プログラム（2015年12月）
- 「神との格闘―ピサールとバーンスタインの《カディッシュ》―」東京都交響楽団『月刊都響』（2016年3月）
- 「レイフ・ヴォーン・ウィリアムズー英国音楽の老大人―」東京都交響楽団『月刊都響』（2017年5月）
- 「大日本帝国と《第九》―年末恒例の起源」『レコード芸術』（2017年12月）
- 「旅する人ヴォーンウィリアムズ」『東京・春・音楽祭2019』総合プログラム（2019年3月）
- 「エルガーの《英雄交響曲》―ゴードンとニューマンー」名古屋フィルハーモニー交響楽団プログラム（2019年7月）

### 楽曲解説
NHK交響楽団、東京都交響楽団、東京交響楽団、読売日本交響楽団、名古屋フィルハーモニー交響楽団、大阪フィルハーモニー交響楽団、大阪交響楽団等 プロの楽団の演奏会プログラムに、エドワード・エルガー、レイフ・ヴォーン・ウィリアムズ、グスターヴ・ホルスト、フレデリック・ディーリアス、フランク・ブリッジ、ウィリアム・ウォルトン、ベンジャミン・ブリテン、オリヴァー・ナッセンなど、英国の作曲家の作品について執筆多数。

### 楽譜解説
- エルガー『序曲〈フロワサール〉』（日本楽譜出版社、2007年）〈エルガー生誕150年記念〉
- エルガー『弦楽オーケストラのためのソスピーリ（ため息）』（日本楽譜出版社、2007年）〈エルガー生誕150年記念〉
- エルガー『交響曲第1番』（日本楽譜出版社、2007年／増補改訂版、2015年）〈エルガー生誕150年記念〉
- エルガー『演奏会序曲 南国にて（アラッシオ）』（日本楽譜出版社、2009年）
- エルガー『ピアノ曲集』（全音楽譜出版社、2014年／再版2015年）